# Krystian Zalewski
Pour les articles homonymes, voir Zalewski.
Krystian Zalewski (né le 11 avril 1989 à Drawsko Pomorskie) est un athlète polonais, spécialiste du 3 000 mètres steeple.

## Biographie
Le 27 août 2017, il décroche la médaille d'or de l'Universiade à Taipei en 8 min 35 s 88.
En 2020, il bat le record national du semi-marathon en 1 h 1 min 32 s, à l'occasion des championnats du monde de semi-marathon de Gdynia.

## Palmarès

### International
| Date | Compétition                       | Lieu        | Résultat | Temps         |
| ---- | --------------------------------- | ----------- | -------- | ------------- |
| 2007 | Championnats d'Europe juniors     | Hengelo     | 8e       | 9 min 01 s 74 |
| 2008 | Championnats du monde juniors     | Bydgoszcz   | 7e       | 8 min 45 s 64 |
| 2009 | Championnats d'Europe espoirs     | Kaunas      | 3e       | 8 min 42 s 06 |
| 2011 | Championnats d'Europe espoirs     | Ostrava     | 7e       | 8 min 45 s 03 |
| 2012 | Championnats d'Europe             | Helsinki    | 7e       | 8 min 39 s 35 |
| 2014 | Championnats d'Europe             | Zurich      | 2e       | 8 min 27 s 11 |
| 2015 | Championnats d'Europe par équipes | Tcheboksary | 1er      | 8 min 37 s 51 |
| 2015 | Championnats du monde             | Pékin       | 9e       | 8 min 21 s 22 |
| 2017 | Championnats d'Europe par équipes | Lille       | 3e       | 8 min 33 s 02 |
| 2017 | Universiade                       | Taipei      | 1er      | 8 min 35 s 88 |
| 2018 | Championnats d'Europe             | Berlin      | 7e       | 8 min 38 s 59 |
| 2019 | Championnats d'Europe par équipes | Bydgoszcz   | 3e       | 8 min 29 s 12 |

## Records
| Épreuve         | Performance   | Lieu   | Date            |
| --------------- | ------------- | ------ | --------------- |
| 3 000 m steeple | 8 min 16 s 20 | Rome   | 5 juin 2014     |
| Semi-marathon   | 1 min 1 s 32  | Gdynia | 17 octobre 2020 |